# Sjarel Ex
Karel Maria Theodorus (Sjarel) Ex (Terwinselen, 5 maart 1957) is een Nederlands museumdirecteur en kunsthistoricus.
Ex studeerde kunstgeschiedenis aan de Universiteit Utrecht, waar hij zich specialiseerde in vroege Nederlandse avant-garde en de kunstenaars rond De Stijl. Van 1984 tot 1987 werkte hij als onderzoeker bij de Vrije Universiteit Amsterdam. In die tijd publiceerde hij over Stijl-kunstenaars als Vilmos Huszár, Piet Zwart en Theo van Doesburg. Hij organiseerde ook als freelancer tentoonstellingen. In 1988 werd hij benoemd tot directeur van het Centraal Museum te Utrecht. Daar zou hij tot 2004 blijven en verantwoordelijk zijn voor meer dan 300 tentoonstellingen.
In 2004 werd hij benoemd tot directeur van het Museum Boijmans Van Beuningen in Rotterdam. Hij was in die hoedanigheid verantwoordelijk voor de verzelfstandiging, die in 2005 haar beslag kreeg, verantwoordelijk voor 10.000 aankopen/verwervingen, tientallen publicaties, enkele honderden tentoonstellingen en de ontwikkeling en bouw van Depot Boijmans Van Beuningen. Ex vertrok uit Museum Boijmans Van Beuningen op 1 oktober 2022. Ex vervult een aantal bestuursfuncties in de culturele sector.